# Llista de municipis del districte de Lučenec
Llista de tots els municipis del districte de Lučenec de la regió de Banská Bystrica.
Informació actualitzada per un bot. Els canvis manuals es perdran quan s'actualitzi!
| Escut | Municipi            | Població | Superfície km² | Densitat | Altitud | Codi postal                    | Codi territorial | Dades a Wikidata              |
| ----- | ------------------- | -------- | -------------- | -------- | ------- | ------------------------------ | ---------------- | ----------------------------- |
|       | Belina              | 619      | 6,5            | 95,48    | 206     | 986 01 (pošta Fiľakovo)        | SK0326511234     | Modifica les dades a Wikidata |
|       | Biskupice           | 1.134    | 7,9            | 143,91   | 209     | 986 01 (pošta Fiľakovo)        | SK0326557315     | Modifica les dades a Wikidata |
|       | Boľkovce            | 626      | 11             | 56,94    | 186     | 984 01 (pošta Lučenec 1)       | SK0326511251     | Modifica les dades a Wikidata |
|       | Budiná              | 198      | 17,3           | 11,44    | 629     | 985 12 (pošta Tuhár)           | SK0326511277     | Modifica les dades a Wikidata |
|       | Bulhary             | 347      | 9,5            | 36,38    | 220     | 986 01 (pošta Fiľakovo)        | SK0326558273     | Modifica les dades a Wikidata |
|       | Buzitka             | 453      | 13,8           | 32,81    | 205     | 985 41 (pošta Šávoľ)           | SK0326511293     | Modifica les dades a Wikidata |
|       | Divín               | 2.012    | 23,9           | 84,09    | 265     | 985 52                         | SK0326511358     | Modifica les dades a Wikidata |
|       | Dobroč              | 598      | 18,9           | 31,7     | 272     | 985 53 (pošta Mýtna)           | SK0326511366     | Modifica les dades a Wikidata |
|       | Fiľakovo            | 9.623    | 16,2           | 594,86   | 190     | 986 01                         | SK0326511391     | Modifica les dades a Wikidata |
|       | Fiľakovské Kováče   | 918      | 11,4           | 80,35    | 185     | 986 01 (pošta Fiľakovo)        | SK0326511404     | Modifica les dades a Wikidata |
|       | Gregorova Vieska    | 140      | 4,8            | 29,21    | 273     | 985 56 (pošta Tomášovce)       | SK0326557331     | Modifica les dades a Wikidata |
|       | Halič               | 1.656    | 21,8           | 75,91    | 274     | 985 11                         | SK0326511421     | Modifica les dades a Wikidata |
|       | Holiša              | 671      | 10,3           | 64,87    | 191     | 985 57                         | SK0326511439     | Modifica les dades a Wikidata |
|       | Jelšovec            | 303      | 8,1            | 37,26    | 178     | 985 32 (pošta Veľká nad Ipľom) | SK0326511463     | Modifica les dades a Wikidata |
|       | Kalonda             | 195      | 8,8            | 22,12    | 168     | 985 31 (pošta Rapovce)         | SK0326511480     | Modifica les dades a Wikidata |
|       | Kotmanová           | 259      | 16,8           | 15,43    | 304     | 985 53 (pošta Mýtna)           | SK0326511374     | Modifica les dades a Wikidata |
|       | Lehôtka             | 359      | 8,3            | 43,41    | 248     | 985 11 (pošta Halič)           | SK0326511528     | Modifica les dades a Wikidata |
|       | Lentvora            | 79       | 13,8           | 5,71     | 548     | 985 13 (pošta Ábelová)         | SK0326511536     | Modifica les dades a Wikidata |
|       | Lipovany            | 234      | 10,3           | 22,64    | 216     | 985 31 (pošta Rapovce)         | SK0326511544     | Modifica les dades a Wikidata |
|       | Lovinobaňa          | 1.900    | 21,1           | 89,92    | 264     | 985 54                         | SK0326511552     | Modifica les dades a Wikidata |
|       | Lupoč               | 234      | 9,3            | 25,05    | 298     | 985 11 (pošta Halič)           | SK0326511579     | Modifica les dades a Wikidata |
|       | Lučenec             | 24.661   | 47,8           | 516,03   | 194     | 984 01                         | SK0326511218     | Modifica les dades a Wikidata |
|       | Mašková             | 331      | 9,1            | 36,26    | 209     | 985 11 (pošta Halič)           | SK0326511609     | Modifica les dades a Wikidata |
|       | Mikušovce           | 284      | 5              | 56,96    | 186     | 984 01 (pošta Lučenec 1)       | SK0326580309     | Modifica les dades a Wikidata |
|       | Mučín               | 771      | 11,7           | 65,69    | 189     | 985 31 (pošta Rapovce)         | SK0326511625     | Modifica les dades a Wikidata |
|       | Mýtna               | 1.106    | 20,3           | 54,53    | 252     | 985 53                         | SK0326511641     | Modifica les dades a Wikidata |
|       | Nitra nad Ipľom     | 374      | 8,1            | 46,07    | 180     | 985 57 (pošta Holiša)          | SK0326511668     | Modifica les dades a Wikidata |
|       | Nové Hony           | 178      | 16,7           | 10,69    | 211     | 985 42 (pošta Veľké Dravce)    | SK0326511676     | Modifica les dades a Wikidata |
|       | Panické Dravce      | 738      | 11,2           | 66,19    | 185     | 985 32 (pošta Veľká nad Ipľom) | SK0326511692     | Modifica les dades a Wikidata |
|       | Pinciná             | 199      | 11,9           | 16,7     | 190     | 984 01 (pošta Lučenec 1)       | SK0326511714     | Modifica les dades a Wikidata |
|       | Pleš                | 185      | 9,8            | 18,91    | 223     | 985 31 (pošta Rapovce)         | SK0326511722     | Modifica les dades a Wikidata |
|       | Podrečany           | 508      | 11,6           | 43,72    | 216     | 985 54 (pošta Lovinobaňa)      | SK0326511749     | Modifica les dades a Wikidata |
|       | Polichno            | 124      | 11,1           | 11,2     | 596     | 985 13 (pošta Ábelová)         | SK0326511757     | Modifica les dades a Wikidata |
|       | Praha               | 74       | 9,3            | 7,97     | 499     | 985 11 (pošta Halič)           | SK0326511773     | Modifica les dades a Wikidata |
|       | Prša                | 182      | 3,5            | 52,29    | 183     | 985 41 (pošta Šávoľ)           | SK0326511781     | Modifica les dades a Wikidata |
|       | Píla (Lučenec)      | 251      | 7,6            | 33,24    | 330     | 985 53 (pošta Mýtna)           | SK0326511706     | Modifica les dades a Wikidata |
|       | Radzovce            | 1.557    | 18,8           | 82,87    | 261     | 985 58                         | SK0326511790     | Modifica les dades a Wikidata |
|       | Rapovce             | 921      | 8,9            | 103,86   | 174     | 985 31                         | SK0326511803     | Modifica les dades a Wikidata |
|       | Ratka               | 347      | 12,6           | 27,53    | 222     | 986 01 (pošta Fiľakovo)        | SK0326511811     | Modifica les dades a Wikidata |
|       | Ružiná              | 828      | 10,8           | 76,62    | 268     | 985 52 (pošta Divín)           | SK0326511838     | Modifica les dades a Wikidata |
|       | Stará Halič         | 662      | 17,6           | 37,62    | 251     | 985 11 (pošta Halič)           | SK0326511846     | Modifica les dades a Wikidata |
|       | Tomášovce           | 1.338    | 14,1           | 94,87    | 256     | 985 56                         | SK0326511919     | Modifica les dades a Wikidata |
|       | Točnica             | 392      | 11,9           | 32,87    | 261     | 985 22 (pošta Cinobaňa)        | SK0326511901     | Modifica les dades a Wikidata |
|       | Trebeľovce          | 840      | 19,5           | 42,97    | 187     | 985 31 (pošta Rapovce)         | SK0326511927     | Modifica les dades a Wikidata |
|       | Trenč               | 538      | 17,6           | 30,64    | 181     | 985 32 (pošta Veľká nad Ipľom) | SK0326557340     | Modifica les dades a Wikidata |
|       | Tuhár               | 326      | 19,2           | 16,95    | 384     | 985 12                         | SK0326511943     | Modifica les dades a Wikidata |
|       | Veľká nad Ipľom     | 954      | 24,4           | 39,07    | 169     | 985 32                         | SK0326511994     | Modifica les dades a Wikidata |
|       | Veľké Dravce        | 679      | 9,5            | 71,46    | 193     | 985 42                         | SK0326512010     | Modifica les dades a Wikidata |
|       | Vidiná              | 1.704    | 5,5            | 310,44   | 199     | 985 59                         | SK0326557307     | Modifica les dades a Wikidata |
|       | Ábelová             | 213      | 52,2           | 4,08     | 445     | 985 13                         | SK0326511226     | Modifica les dades a Wikidata |
|       | Čakanovce           | 1.143    | 12,4           | 91,98    | 243     | 985 58 (pošta Radzovce)        | SK0326511323     | Modifica les dades a Wikidata |
|       | Čamovce             | 569      | 12,6           | 45,12    | 207     | 986 01 (pošta Fiľakovo)        | SK0326511331     | Modifica les dades a Wikidata |
|       | Ľuboreč             | 344      | 31,7           | 10,86    | 252     | 985 11 (pošta Halič)           | SK0326511561     | Modifica les dades a Wikidata |
|       | Šiatorská Bukovinka | 262      | 21,6           | 12,13    | 305     | 985 58 (pošta Radzovce)        | SK0326511862     | Modifica les dades a Wikidata |
|       | Šurice              | 455      | 14             | 32,5     | 219     | 980 33 (pošta Hajnáčka)        | SK0326511897     | Modifica les dades a Wikidata |
|       | Šávoľ               | 596      | 10,9           | 54,88    | 198     | 985 41                         | SK0326511854     | Modifica les dades a Wikidata |
|       | Šíd                 | 1.431    | 15,2           | 93,92    | 216     | 986 01 (pošta Fiľakovo)        | SK0326511871     | Modifica les dades a Wikidata |